# Danza de la Virgen de la Rábida
La danza de la Virgen de la Rábida es una de las llamadas danzas rituales onubenses, desarrollada en la localidad de Sanlúcar de Guadiana, en la provincia de Huelva, España. Se trata de una danza ritual en honor de la Virgen de la Rábida, patrona de Sanlúcar de Guadiana. Se realiza en el contexto de las fiestas patronales (procesiones urbanas), durante el sábado, domingo y lunes posterior al Domingo de Resurrección (en fecha variable de un año para otro). Los símbolos de la danza son la imagen de la Virgen de la Rábida, la indumentaria, los arcos ornamentales y las mudanzas. Se desarrolla en el interior del templo de Nuestra Señora de las Flores. Durante las procesiones son importantes las calles: Iglesia, Calvo Sotelo, Montes Gómez, plaza de España, avenida de Portugal (calle Canopo), Llano y General Franco.
La danza la ejecutan dos grupos de danzantes de número impar (nueve u once hombres), con palillos y «arquillos» (palos de madera forrada con tela y flores de papel con colores rosa, blanco, rojo, azul y amarillo), destacando dentro del grupo el «cabeza» conocido como «la cruz». Mientras danzan, forman una cadena, enlazándose unos con otros por medio del arco. El danzador levanta apenas los pies, dando un pequeño salto, movimiento que se repite caminando, parado y retrocediendo. Algunas de las figuras o mudanzas interpretadas son el «arco de honor», «espiral» y «doble arco».
Los danzantes visten camisa blanca con botones rojos, faja roja, pantalón de terciopelo negro por debajo de la rodilla con cuatro cascabeles, medias blancas, zapatillas negras anudadas a los tobillos, mantoncillo rojo con flecos que cubre la espalda y medalla de la Virgen.
Junto a la parroquia se levanta desde 2011 un monumento a los danzantes, modelado por Martín Lagares.